# Metro w Monterrey
Metro w Monterrey (formalnie Metrorrey) – system metra w Monterrey w stanie Nuevo León w Meksyku. Jest to najmłodszy system metra w tym kraju uruchomiony w 1991 r. Obecnie eksploatowane są dwie linie o długości 31 km z 32 stacjami. Pod koniec 2008 r. z usług metra skorzystało 136,6 mln osób, zaś dziennie w 2009 r. metro przewoziło średnio 370 600 pasażerów.

## Linie metra

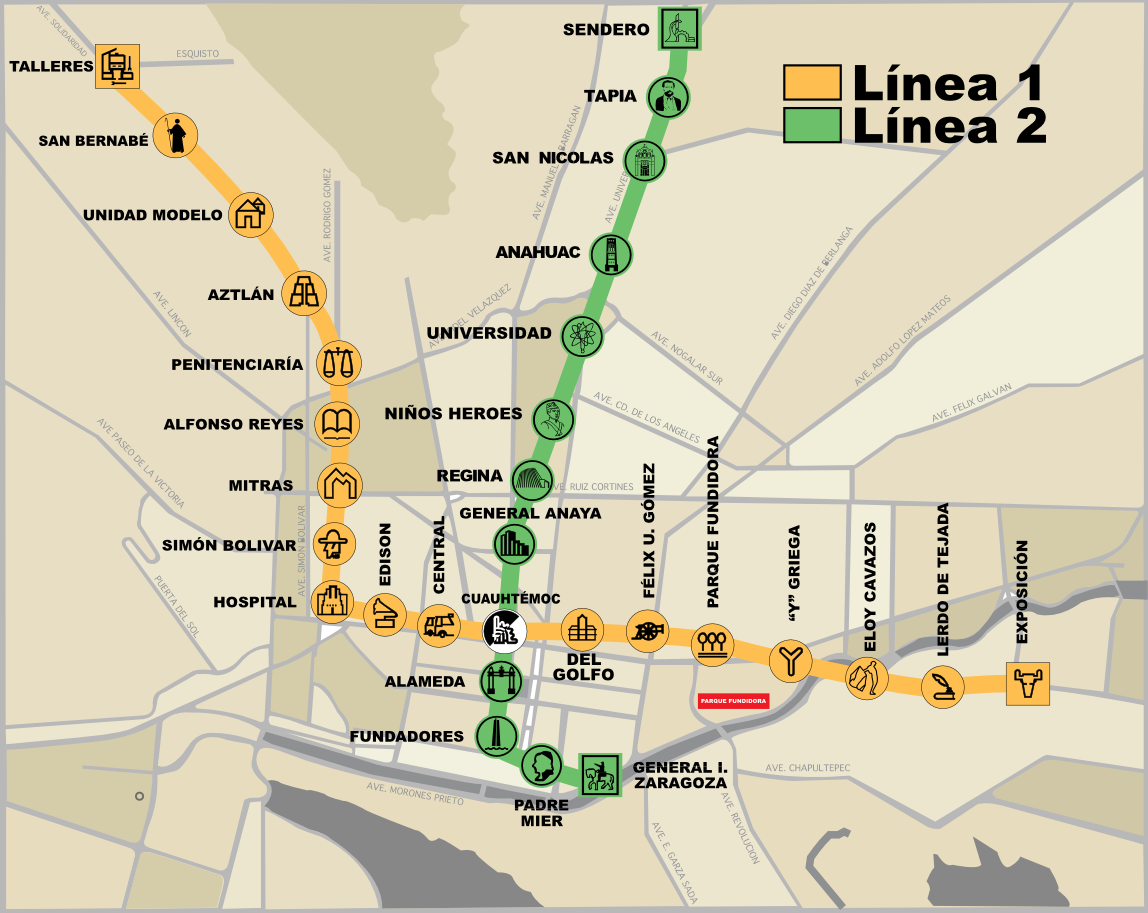
Schemat przebiegu linii metra w Monterrey

Metrorrey posiada w eksploatacji obecnie dwie linie metra:  oraz . Linia nr 1 na swej trasie posiada 21 stacji, biegnie z północno - zachodniej części miasta przez centrum na wschodnie obrzeża obszaru metropolitarnego Monterrey, ma 18,5 km długości. Biegnie całkowicie bezkolizyjnie na estakadzie równolegle wzdłuż nieistniejącej już linii tramwajowej Topo Chico. Linia nr 2 posiada 13 stacji, biegnie częściowo pod ziemią i częściowo bezkolizyjnie po estakadzie z północy na południe obszaru metropolitarnego. Jedyną stacją wspólną dla obydwu linii jest stacja Cuauhtémoc.
Wszystkie pociągi na poszczególnych stacjach są całkowicie skomunikowane z odjazdami i przyjazdami autobusów (Transmetro) obsługiwanych przez to samo przedsiębiorstwo transportowe a jazda możliwa jest na jednym wspólnym bilecie.

## Plany rozbudowy
24 stycznia 2010 r. dyrektor Metrorey Mario Guerrero Davila ogłosił budowę linii . Plan zakłada budowę 14 stacji na estakadzie od stacji Félix U. Gómez wzdłuż ulic Félix U. Gómez, Los Ángeles i Rómulo Garza ze stacją końcową w mieście Apodaca. Ponadto w planach jest również budowa linii  od stacji Edison do miasta Santa Catarina, oraz wydłużenia linii  odpowiednio do miasta García jako linia , do Juárez linia  i linii  do San Nicolás de los Garza.

## Galeria

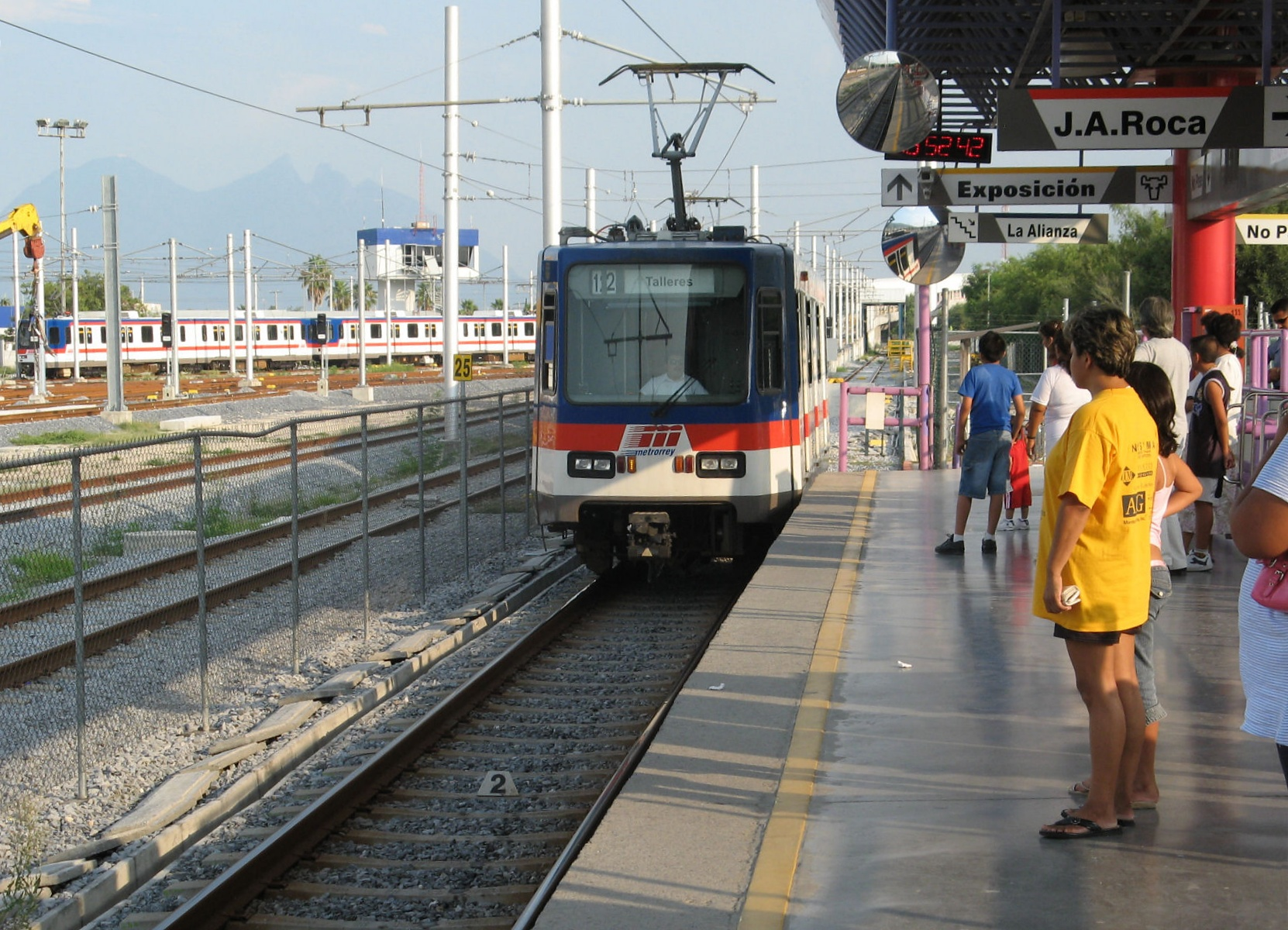
Jeden z pociągów metra wjeżdżający na stację Talleres
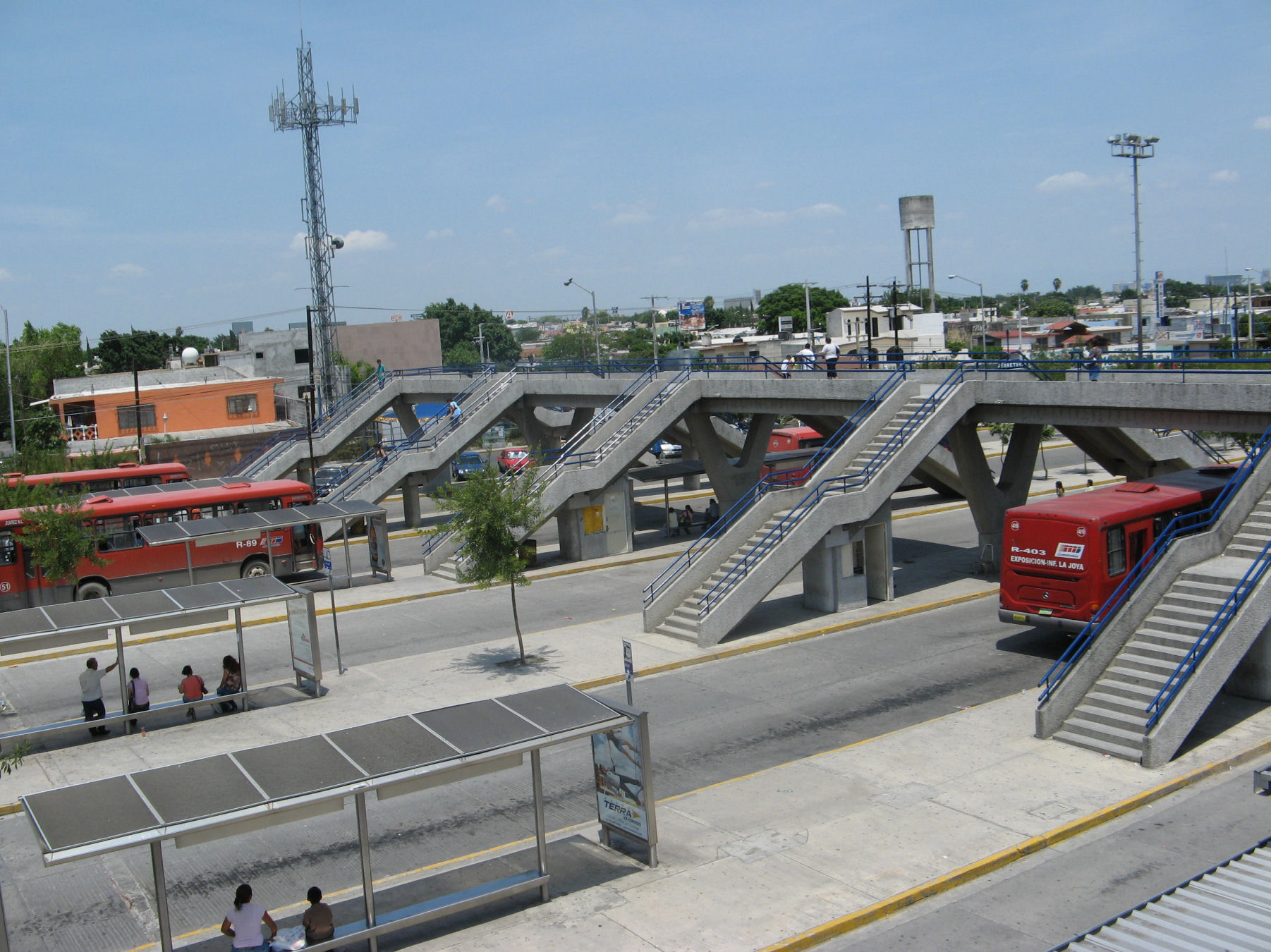
Terminal Transmetro
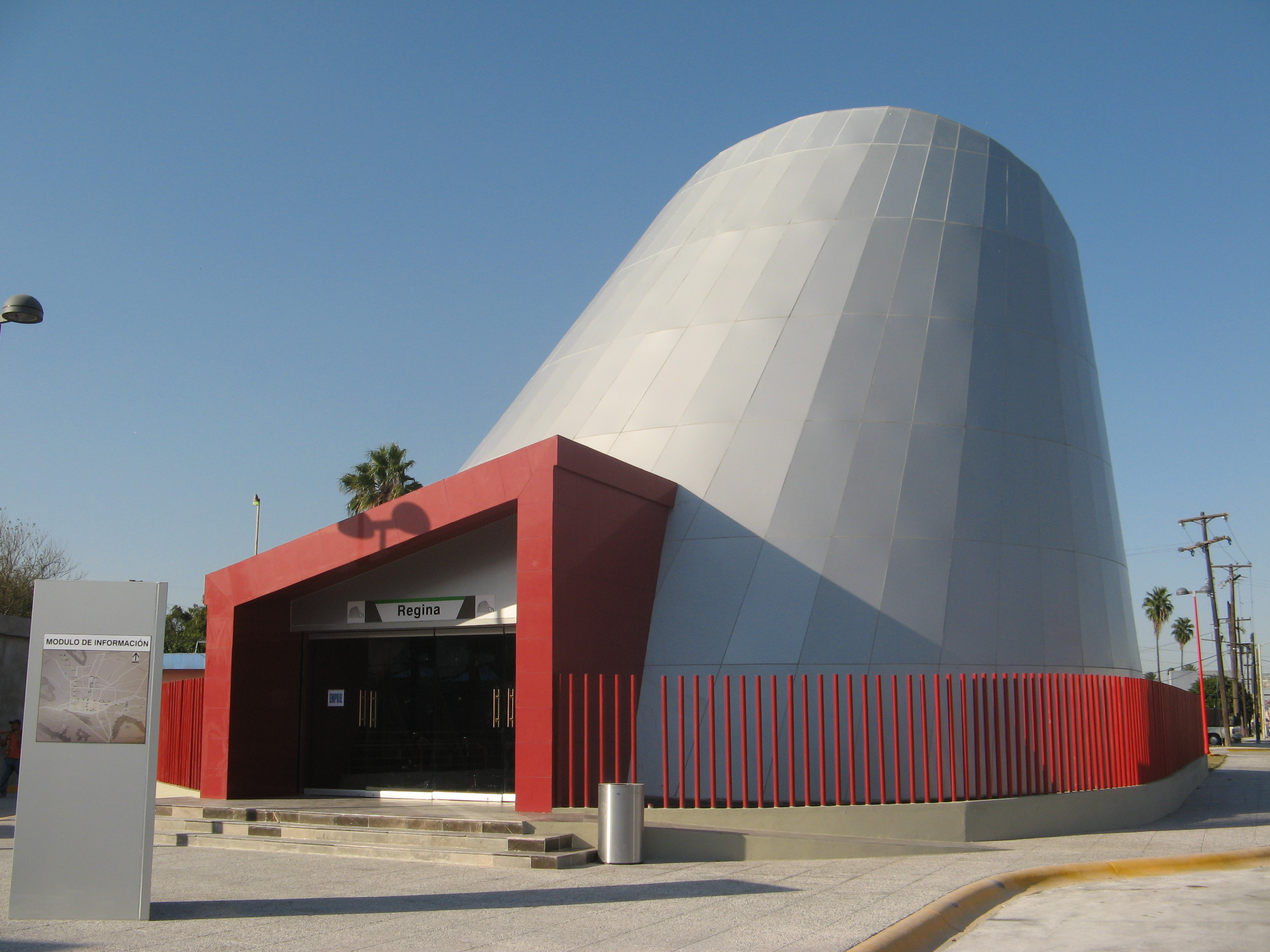
Stacja Regina
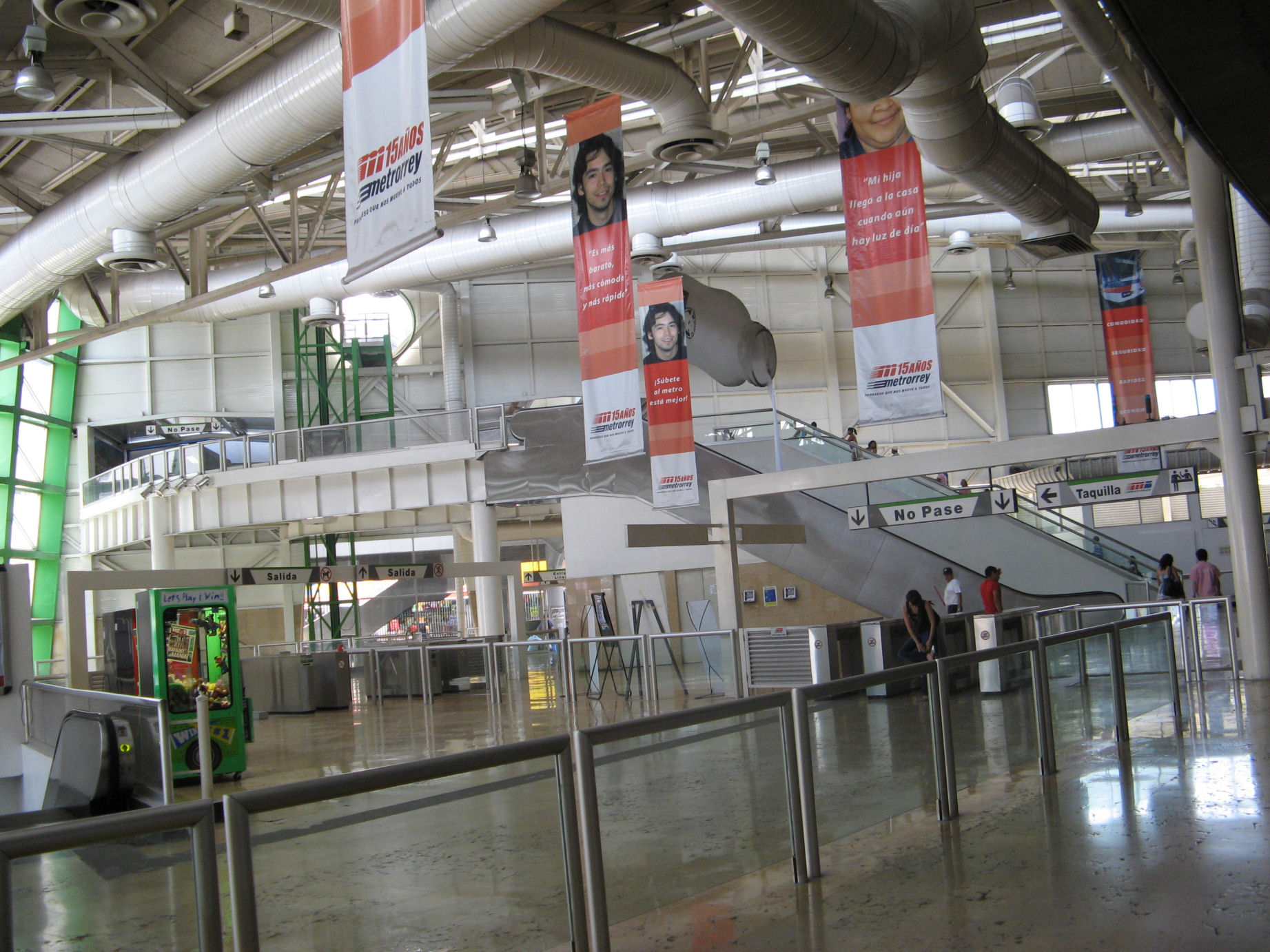
Węzeł przesiadkowy Cuauhtémoc